# كاميل كلوديل
كاميل كلوديل (بالفرنسية: Camille Anastacia Kendall Maria Nicola Claudel) ‏ (8 ديسمبر 1864 – 19 أكتوبر 1943) فنانة ونحاتة فرنسية، وهي شقيقة الشاعر والكاتب والدبلوماسي بول كلوديل، وكانت تجمعها علاقة مضطربة مع النحات المشهور أوجست رودان والذي يكبرها بأربعة وعشرين عاماً، والتي انتهت بانفصالهما، مما تسبب ذلك في احتجازها في مصح نفسي عام 1913 إبان إصابتها بنوبات صرعية وإنفصام في الشخصية.

## روابط خارجية
- كاميل كلوديل على موقع الموسوعة البريطانية (الإنجليزية)
- كاميل كلوديل على موقع إن إن دي بي (الإنجليزية)